# مایک ادواردز (بازیکن فوتبال، زاده۱۹۷۴)
مایک ادواردز (انگلیسی: Mike Edwards؛ زادهٔ ۱۰ سپتامبر ۱۹۷۴) بازیکن فوتبال اهل بریتانیا است.
از باشگاه‌هایی که در آن بازی کرده‌است می‌توان به باشگاه فوتبال ترانمره راورز اشاره کرد.